# Stefano Vecchi
Stefano Vecchi (Bérgamo, 20 de julho de 1971) é um ex-futebolista e treinador de futebol italiano que jogava como meio-campista. Atualmente, é o técnico da Internazionale.

## Carreira
Como jogador, iniciou a carreira em 1990, na Internazionale, porém nunca disputou jogos oficiais pelos Nerazzurri, sendo emprestado para Oltrepo, Spezia e Arezzo.
Defendeu ainda Fiorenzuola, Brescello, SPAL, Pavia e Pergocrema, onde pendurou as chuteiras em 2005.

## Treinador
Pouco depois de encerrar a carreira, Vecchi estreou como técnico no Mapello. Ele ainda comandou Colognese, Tritium, SPAL, Südtirol e Carpi, até voltar para a Internazionale em 2014, para treinar as categorias de base.
Em novembro de 2016, assumiu interinamente o cargo de técnico principal da Inter, após a demissão de Frank de Boer. Exerceu a função nos jogos contra Southampton e Crotone. Com a saída de Stefano Pioli do comando técnico, Vecchi foi efetivado até o encerramento da temporada
No segundo jogo após a efetivação, ele declarou que esperava uma punição da diretoria da Internazionale para o brasileiro Gabriel Barbosa, que, inconformado por não entrar em campo contra a Lazio, deixou o banco de reservas. Sobre o incidente, Vecchi afirmou que Gabigol "se achava".